# Marcel Godivier
Marcel Godivier (Versailles, 17 januari 1887 - Dreux, 9 februari 1963) was een Frans wielrenner, die beroeps was tussen 1907 en 1922.

## Wielerloopbaan
Godivier won twee etappes en eindigde tweemaal in de top tien van het eindklassement van de Ronde van Frankrijk.

## Belangrijkste overwinningen
1909
- Parijs-Châteauroux

1911
- 12e etappe Ronde van Frankrijk
- 15e etappe Ronde van Frankrijk
- Parijs-Beaugency

1917
- Mont Saint Michel-Parijs

## Grote rondes
Eindklasseringen in grote rondes, met tussen haakjes het aantal etappeoverwinningen.
| Jaar | Ronde van Italië | Ronde van Frankrijk | Ronde van Spanje |
| ---- | ---------------- | ------------------- | ---------------- |
| 1907 |                  | opgave              |                  |
| 1908 |                  | 9e                  |                  |
| 1909 |                  |                     |                  |
| 1910 |                  | opgave              |                  |
| 1911 |                  | 6e (2)              |                  |
| 1912 |                  | opgave              |                  |
| 1913 |                  | opgave              |                  |
| 1914 |                  | 30e                 |                  |